# Vasco Seabra
Vasco César Freire de Seabra (Paços de Ferreira; 15 de setiembre de 1983) es un exfutbolista y entrenador portugués.

## Carrera
Nacido en Paços de Ferreira, Seabra jugó fútbol en el FC Paços de Ferreira como delantero y mediocampista central y siendo joven se retiró a los 18 años. Después de períodos como asistente, comenzó a trabajar como entrenador por derecho propio a principios de 2013 con los aficionados FC Lixa de la Asociación de Fútbol de Oporto.
Seabra fue nombrado director técnico del Futebol Clube Paços de Ferreira a finales de noviembre de 2016, en sustitución de Carlos Pinto. Ganó su primer partido de la Primeira Liga contra el Boavista FC el 5 de diciembre, y terminó la temporada en el puesto 13. Fue destituido el 23 de octubre de 2017 tras una derrota a domicilio por 6-1 ante el FC Porto, con el equipo en esa misma posición y eliminado de la Taça de Portugal.
El 24 de enero de 2018, Seabra volvió a la dirección del FC Famalicão en la LigaPro, con un contrato hasta el final de la siguiente campaña. Sin embargo, en junio de ese año, fue reemplazado por Sérgio Vieira con un año restante en su contrato.
Seabra fue contratado con un contrato de un año en el CD Mafra el 31 de mayo de 2019, con la tarea de mantenerlos en la segunda división. Habiendo terminado en cuarto lugar clasificando a los octavos de final de la copa nacional perdiendo frente al Moreirense FC decretando así su renuncia.
En julio de 2020, Seabra regresó a la máxima categoría en el Boavista FC con un contrato de dos años. Se fue el 8 de diciembre, habiendo ganado una vez y empatado cinco de sus nueve partidos. Un mes después, fichó por el Moreirense hasta junio de 2022. Su contrato fue rescindido un año antes tras un octavo puesto, y fue sustituido por João Henriques.
El 13 de noviembre de 2021, Seabra se convirtió en el segundo entrenador de la temporada del CS Marítimo tras sustituir a Julio Velázquez, quedando el equipo en la penúltima posición. Tras cinco derrotas seguidas fue destituido del equipo.[cita requerida]